# Казинка (Залегощенський район)
Казинка (рос. Казинка) — присілок у Залегощенському районі Орловської області Російської Федерації.
Населення становить 110 осіб. Входить до муніципального утворення Моховське сільське поселення.

## Історія
Населений пункт розташований у межах Чорнозем'я та історичного Дикого Поля. Від 13 червня 1934 року після ліквідації Центрально-Чорноземної області населений пункт увійшов до складу новоствореної Курської області.
З 27 вересня 1937 року в складі новоствореної Орловської області.
Від 2013 року входить до муніципального утворення Моховське сільське поселення.

## Населення
| 1915 | 2010 |
| ---- | ---- |
| 200  | ↘110 |